# Semiothisa postrema
Semiothisa postrema är en fjärilsart som beskrevs av Walker 1862. Semiothisa postrema ingår i släktet Semiothisa och familjen mätare. Inga underarter finns listade i Catalogue of Life.